# Chiraal centrum

asymmetrisch koolstofatoom in het chirale centrum

Een chiraal of stereogeen centrum is in de organische chemie een atoom of een star deel van een organische samengestelde stof waarvan de eraan vast zittende groepen op twee manieren kunnen worden aangebracht, die elkaars spiegelbeeld zijn. Het meest voorkomende chirale centrum is een asymmetrisch koolstofatoom. Een molecuul met een chiraal centrum is vaak een chiraal molecuul, maar er zijn uitzonderingen op deze regel: de zogenaamde mesovormen. Dat zijn moleculen met verschillende functionele groepen met ieder een chiraal centrum. Een molecuul met een chiraal centrum heeft stereo-isomeren.